# Beto Gonçalves
Alberto Gonçalves da Costa (sinh ngày 31 tháng 12 năm 1980 ở Belém), thường được biết với tên Beto, là một cầu thủ bóng đá người Indonesia gốc Brasil hiện tại thi đấu cho câu lạc bộ tại Indonesian Liga 1 Madura United ở vị trí tiền đạo.

## Thống kê sự nghiệp

### Đội tuyển quốc gia
Tính đến 15 tháng 10 năm 2019
| Indonesia | Indonesia | Indonesia |
| Năm       | Trận      | Bàn       |
| --------- | --------- | --------- |
| 2018      | 6         | 3         |
| 2019      | 6         | 7         |
| Tổng cộng | 12        | 10        |

### Bàn thắng quốc tế
Bàn thắng và kết quả của Indonesia được để trước.
| #   | Ngày                 | Địa điểm                                           | Đối thủ    | Bàn thắng | Kết quả | Giải đấu                 |
| --- | -------------------- | -------------------------------------------------- | ---------- | --------- | ------- | ------------------------ |
| 1.  | 10 tháng 10 năm 2018 | Sân vận động Wibawa Mukti, Cikarang, Indonesia     | Myanmar    | 1–0       | 3–0     | Giao hữu                 |
| 2.  | 16 tháng 10 năm 2018 | Sân vận động Wibawa Mukti, Cikarang, Indonesia     | Hồng Kông  | 1–0       | 1–1     | Giao hữu                 |
| 3.  | 13 tháng 11 năm 2018 | Sân vận động Gelora Bung Karno, Jakarta, Indonesia | Đông Timor | 3–1       | 3–1     | AFF Cup 2018             |
| 4.  | 11 tháng 6 năm 2019  | Sân vận động Quốc vương Abdullah II, Amman, Jordan | Jordan     | 4–1       | 4–1     | Giao hữu                 |
| 5.  | 15 tháng 6 năm 2019  | Sân vận động Gelora Bung Karno, Jakarta, Indonesia | Vanuatu    | 1–0       | 6–0     | Giao hữu                 |
| 6.  | 15 tháng 6 năm 2019  | Sân vận động Gelora Bung Karno, Jakarta, Indonesia | Vanuatu    | 3–0       | 6–0     | Giao hữu                 |
| 7.  | 15 tháng 6 năm 2019  | Sân vận động Gelora Bung Karno, Jakarta, Indonesia | Vanuatu    | 4–0       | 6–0     | Giao hữu                 |
| 8.  | 15 tháng 6 năm 2019  | Sân vận động Gelora Bung Karno, Jakarta, Indonesia | Vanuatu    | 5–0       | 6–0     | Giao hữu                 |
| 9.  | 5 tháng 9 năm 2019   | Sân vận động Gelora Bung Karno, Jakarta, Indonesia | Malaysia   | 1–0       | 2–3     | Vòng loại World Cup 2022 |
| 10. | 5 tháng 9 năm 2019   | Sân vận động Gelora Bung Karno, Jakarta, Indonesia | Malaysia   | 2–1       | 2–3     | Vòng loại World Cup 2022 |